# Концертино для виолончели с оркестром (Прокофьев)
Концертино для виолончели с оркестром, соль минор, соч. 132 - незавершённое сочинение Сергея Сергеевича Прокофьева. В современной практике исполняется в редакциях М. Л. Ростроповича или  В. М. Блока (с каденцией А. Г. Шнитке).

## История создания
Работа над произведением была начата в последние месяцы 1952 года, вскоре после окончания Симфонии-концерта для виолончели с оркестром, и осталась незавершенной: Прокофьев довел до конца только вторую часть Концертино. Изложение первой части прерывалось в начале репризы (на цифре 13), а в финале была записана только экспозиция (до цифры 8). К оркестровой партитуре композитор не приступал вовсе: он только отметил в некоторых местах клавира, какому инструменту должна быть поручена та или иная фраза.
После смерти Прокофьева Ростропович и Кабалевский приступили к работе над завершением Концертино. Помимо рукописных материалов, они руководствовались и устными указаниями автора музыки. Дописывание недостающей музыки Концертино и окончательная редакция партии виолончели входили в компетенцию Ростроповича. Роль Кабалевского ограничивалась оркестровкой.
29 декабря 1956 года в Малом зале Московской консерватории М. Ростропович в дуэте с А. Дедюхиным впервые исполнил Концертино в версии для виолончели и фортепиано. Премьера оркестровой версии состоялась 18 марта 1960 года (солист - М. Ростропович, дирижер - А. Стасевич).
Концертино Прокофьева исполняется чаще всего в редакции Ростроповича (и оркестровке Кабалевского). Помимо неё, существует редакция В. М. Блока (1996), в которой используется меньший состав оркестра, а ударные инструменты используются более экономно. Первую часть (в редакции Блока) Александр Ивашкин задумал дополнить новой каденцией, для чего обратился к Альфреду Шнитке. Шнитке построил новую каденцию на материале своего "Мадригала памяти Олега Кагана" и альтовой арии из "Страстей по Иоанну" И. С. Баха (в собственной обработке, которая до того была использована в музыке к фильму "Дядя Ваня"). Поскольку из-за тяжелой болезни композитор был не в состоянии разборчиво писать, нотный текст фиксировался по его указаниям Ивашкиным. В 2001 году запись Концертино Прокофьева в оркестровой редакции Блока и с каденцией Шнитке была выпущена фирмой "Chandos" на диске "The Unknown Prokofiev" (солист - А. Ивашкин, дирижер - В. Полянский).

## Другие обработки
Два варианта инструментовки Концертино предложил Виктор Козодов: в одном из них солисту аккомпанируют флейта, гобой, фортепиано и струнный квинтет, в другом - малый оркестр (без фаготов, но с фортепиано). Первая из этих версий была выпущена в 1989 году на пластинке "Играет "Концертино" (солист - В. Козодов, аккомпанирует ансамбль "Концертино"). Композитор Татьяна Георгиевна Смирнова осуществила переложение «Концертино» для виолончели и ф-но. Английское издание Boosey & Hawkes приняло участие в издание этого клавира «Концертино» С.С. Прокофьева

## Строение
1. Andante mosso
2. Andante
3. Allegretto